# Цистеиновые протеазы
Цистеиновые протеазы, также известные, как цистеиновые эндопептидазы или тиоловые протеазы (КФ 3.4.22)  — группа протеолитических ферментов (эндопептидаз), расщепляющих белковые молекулы, на составляющие их аминокислоты, посредством гидролиза пептидной связи (протеолиза). В состав активного центра данных протеаз обязательно входит цистеин и их каталитическая активность зависит от сульфгидрильной или тиоловой группы (-SH-группа).
Цистеиновые протеазы обычно встречаются во фруктах, включая папайю, ананас, инжир и киви. Доля протеазы во фруктах зависит от зрелости, чем больше зрелость, тем меньше их содержится в плоде. Известно, что десятки латексов из различных семейств растений содержат цистеиновые протеазы. Тиоловые протеазы используются в качестве основного компонента в мясных тендерайзерах (размягчителях).

## Классификация
Система классификации протеаз MEROPS насчитывает 14 суперсемейств плюс несколько необозначенных семейств (с 2013 года), каждая из которых содержит большое количество семейств. Каждое надсемейство использует каталитическую триаду или диаду в разных белковых фолдах, и, таким образом, представляют собой конвергентную эволюцию каталитического механизма.
Для суперсемейств, P = суперсемейство, которое состоит из смесь семейств класса нуклеофилов, C = суперсемейство чисто цистеиновых протеаз. Внутри каждого суперсемейства, входящие в них семейства обозначаются каталитическим нуклеофилом (C = цистеинпротеазы).
В таблице указаны все суперсемейства цистеиновых протеаз:
| Суперсемейство | Семейство | Примеры                                                                                                |
| -------------- | --- | --- |
| CA             | C1, C2, C6, C10, C12, C16, C19, C28, C31, C32, C33, C39, C47, C51, C54, C58, C64, C65, C66, C67, C70, C71, C76, C78, C83, C85, C86, C87, C93, C96, C98, C101 | Папаин (Carica papaya), бромелаин (Ananas comosus), катепсин K (печёночники) и кальпаин (Homo sapiens) |
| CD             | C11, C13, C14, C25, C50, C80, C84 | Каспаза 1 (Rattus norvegicus) и сепараза (Saccharomyces cerevisiae)                                    |
| CE             | C5, C48, C55, C57, C63, C79 | Аденаин (аденовирус человека тип 2)                                                                    |
| CF             | C15 | Pyroglutamyl-peptidase I (Bacillus amyloliquefaciens)                                                  |
| CL             | C60, C82 | Сортаза A (Staphylococcus aureus)                                                                      |
| CM             | C18 | Пептидаза-2 вируса гепатита C (вирус гепатита C)                                                       |
| CN             | C9 | Sindbis virus-type nsP2 peptidase (sindbis virus)                                                      |
| CO             | C40 | Dipeptidyl-peptidase VI (Lysinibacillus sphaericus)                                                    |
| CP             | C97 | DeSI-1 пептидаза (Mus musculus)                                                                        |
| PA             | C3, C4, C24, C30, C37, C62, C74, C99 | TEV-протеазы (Вирус гравировки табака)                                                                 |
| PB             | C44, C45, C59, C69, C89, C95 | Предшественник амидофосфорибозилтрансферазы (Homo sapiens)                                             |
| PC             | C26, C56 | Gamma-glutamyl hydrolase (Rattus norvegicus)                                                           |
| PD             | C46 | Hedgehog protein (Drosophila melanogaster)                                                             |
| PE             | P1 | DmpA aminopeptidase (Ochrobactrum anthropi)                                                            |
| Необозначенные | C7, C8, C21, C23, C27, C36, C42, C53, C75 | |

## Механизм катализа

Реакционный механизм, опосредованный цистеиновой протеазой путём расщепления пептидной связи.

Первым шагом в механизме реакции, посредством которого цистеиновые протеазы катализируют гидролиз пептидных связей, является депротонизация тиола в активном центре фермента смежной аминокислотой с основной боковой цепью, обычно гистидиновым остатком. Следующим шагом является нуклеофильная атака анионной серы депротонированного цистеина на карбонильном атоме углерода основания. На этой стадии фрагмент субстрата высвобождается с аминовым концом, остаток гистидина в протеазе восстанавливается до депротонированной формы и образуется тиоэфирное промежуточное соединение, связывающее новый карбокси-конец субстрата с цистеиновым тиолом. Поэтому их также иногда называют тиол-протеазами. Затем тиоэфирную связь гидролизуют с образованием фрагмента карбоновой кислоты на оставшемся фрагменте субстрата при регенерации свободного фермента.

## Регуляция
Протеазы обычно синтезируются в виде больших белков-предшественников, называемых зимогенами, примером служат предшественники сериновых протеаз трипсиноген и химотрипсиноген и пепсиноген, предшественник аспарагиновой протеазы. Протеаза активируется удалением ингибирующего сегмента или белка. Активация происходит, когда протеаза доставляется в конкретный внутриклеточный компартмент (например, в лизосому) или во внеклеточную среду (например, в  просвет желудка). Данная система предотвращает повреждения клеток, которые продуцируют протеазу.
Ингибиторы протеаз обычно представляют собой белки с доменами, которые интернируют или блокируют активный сайт протеазы для предотвращения доступа к субстрату. При конкурентном ингибировании ингибитор связывается с активным центром, тем самым предотвращая взаимодействие фермента с субстратом. При неконкурентном ингибировании ингибитор связывается с аллостерическим сайтом, который изменяет конформацию активного сайта и, тем самым делает его недоступным для субстрата.
Примеры ингибиторов протеаз:
- Серпины
- Стефины
- Ингибиторы апоптоза.

## Биологическая значимость
Цистеиновые протеазы играют многогранную роль, практически во всех аспектах физиологии и развития. В растениях они важны для роста и развития, а также для накопления и мобилизации белков хранения, таких как семена. Кроме того, они участвуют в сигнальных путях и в ответ на биотические и абиотические стрессы. У людей и других животных они ответственны за старение и апоптоз (запрограммированную гибель клеток), иммунные ответы белков MHC класса II, прогормональный процессинг и ремоделирование внеклеточного матрикса, важные для развития костей. Способность макрофагов и других клеток мобилизовывать эластолитические цистеиновые протеазы на их поверхности в специализированных условиях может также приводить к ускоренной деградации коллагена и эластина в местах воспаления при таких заболеваниях, как атеросклероз и эмфизема. Несколько вирусов (например, полиомиелита, гепатита С) экспрессируют весь свой геном в виде простого массивного полипептида и используют протеазу для расщепления его на функциональные единицы (например, протеазу вируса гравировки табака).

## Применение

### В качестве потенциальных фармацевтических препаратов
В настоящее время широко распространено использование цистеиновых протеаз в качестве одобренных и эффективных противогельминтных препаратов. Было обнаружено, что цистеиновые протеазы растений, выделенные из них, обладают высокой протеолитической активностью, которые, как известно, расщепляют (гидролизуют) кутикулу нематод и обладает очень низкой токсичностью. Сообщалось об успешных результатах использования цистеиновых протеаз против нематод, таких как Heligmosomoides bakeri, Trichinella spiralis, Nippostrongylus brasiliensis, Trichuris muris и Ancylostoma ceylanicum; цепней — Rodentolepis microstoma, а также свиного скребня — паразита Macracanthorynchus hirundinaceus. Полезным свойством цистеиновых протеаз является устойчивость к кислой среде желудка, что позволяет осуществлять их пероральное введение. Они представляют собой альтернативный механизм действия современным антигельминтикам, и развитие резистентности считается маловероятным, поскольку это потребует полного изменения структуры кутикулы гельминта.

### Другое
Цистеиновые протеазы используются в качестве кормовых добавок для скота в качестве улучшителей усваиваемости белков и нуклеиновых кислот.